# Retaule ceràmic de Sant Joan Baptista
El retaule ceràmic de Sant Joan Baptista, a Vilafermosa, a la comarca de l'Alt Millars és un panell ceràmic ritual, catalogat, de manera genèrica, com Bé Immoble de Rellevància Local segons la Disposició Addicional Cinquena de la Llei 5/2007, de 9 de febrer, de la Generalitat, de modificació de la Llei 4/1998, d'11 de juny, del Patrimoni Cultural Valencià (DOCV Núm. 5.449 / 13/02/2007).

## Descripció
Es tracta d'un retaule que a l'origen havia de presentar forma rectangular de 4 peces d'ample per tres de llarg de les quals solament queden quatre de 0,2 metres de costat. Les peces se situen en una fornícula rectangular i aspecte sobri, que al final queda en forma quadrangular d'uns 0,4 metres de costat.
L'obra es troba en la façana de l'edifici situat al carrer Alt número 28, i presenta al sant al moment del baptisme de Jesús, vestit amb tan sols la pell de bé i acompanyat pel seu gaiato en forma de creu amb el símbol de l'Agnus Dei a manera de filacteria, mentre llança aigua amb una petxina en el cap de Jesús, que es presenta en l'estampa de genolls i mig nu unint les seves mans al pit. Del panell original solament queden quatre peces de les 12 aproximadament que va haver de tenir al principi. Tot en quadre s'emmarca en un paisatge típic de la situació, amb el riu Jordà i les muntanyes al fons.